# Karl-Heinz Riedle
Karl-Heinz Riedle (* 16. září 1965, Weiler im Allgäu) je bývalý německý fotbalista. Hrával na pozici útočníka.
S německou reprezentací se stal mistrem světa na šampionátu v Itálii roku 1990 a získal stříbrnou medaili na mistrovství Evropy roku 1992. Hrál i na mistrovství světa 1994, má též bronzovou medaili z olympijských her v Soulu z roku 1988. Celkem za národní tým odehrál 42 utkání a vstřelil 16 branek.
S Borussií Dortmund vyhrál v sezóně 1996/97 Ligu mistrů. Třikrát se stal mistrem Německa, jednou s Werderem Brémy (1987/88), dvakrát s Dortmundem (1994/95, 1995/96).
Díky svému výskoku si vysloužil přezdívku Air.